# Laemophloeus woodruffi
Laemophloeus woodruffi är en skalbaggsart som beskrevs av Thomas 1993. Laemophloeus woodruffi ingår i släktet Laemophloeus och familjen ritsplattbaggar. Inga underarter finns listade i Catalogue of Life.